# Wolfgang Grobe
Wolfgang Grobe (* 25. Juni 1956 in Braunschweig) ist ein ehemaliger deutscher Fußballspieler.

## Karriere
Wolfgang Grobe gehörte von 1976 bis 1982 dem Bundesliga-Kader von Eintracht Braunschweig an. Von 1976 bis 1980 und 1981/82 war er als Abwehrspieler, im Jahr der Zweitklassigkeit 1980/81 als Mittelfeldspieler eingesetzt. Bei seinem Bundesligadebüt am 13. November 1976 (13. Spieltag) beim 1:1-Unentschieden im Auswärtsspiel gegen den VfL Bochum erzielte er mit dem Führungstreffer in der 31. Minute sein erstes Tor. Nach vier Jahren Bundesligazugehörigkeit stieg er mit seinem Verein ab, nach einjähriger Abstinenz direkt wieder auf. Nach einer weiteren Saison im Oberhaus (insgesamt 127 Spiele und 18 Tore) wechselte er zur Saison 1982/83 zum FC Bayern München, bei dem sein ehemaliger Mitspieler aus Braunschweig Paul Breitner Mannschaftskapitän war.
Grobe kam bei seinem neuen Arbeitgeber in der ersten Saison in allen Ligaspielen zum Einsatz. Er gehörte dem Kader bis 1986 an, bestritt sein letztes Ligaspiel aber schon am 17. November 1984 (14. Spieltag) bei der 0:3-Niederlage im Auswärtsspiel gegen Bayer 04 Leverkusen, bei dem er zur zweiten Halbzeit für Ludwig Kögl ausgewechselt wurde. Häufige Verletzungen ließen weitere Spiele nicht zu. In 58 Bundesligaspielen kam er für den FC Bayern München zum Einsatz, in denen ihm zehn Tore gelangen.
In der Saison 1990/91 trainierte er den Oberligisten Wolfenbütteler SV und von März bis Oktober 1992 den Oberligisten 1. FC Magdeburg.
Gegenwärtig arbeitet Grobe als Scout beim FC Bayern München.

## Erfolge
- Deutscher Meister 1985, 1986 (ohne Einsatz)
- DFB-Pokal-Sieger 1984, 1986
- DFB-Supercup-Sieger 1982 (inoffiziell)